# Coupe des Amériques masculine de hockey sur gazon
La Coupe des Amériques masculine de hockey sur gazon est une compétition internationale de hockey sur gazon masculine organisée par la Fédération panaméricaine de hockey. L'équipe gagnante devient championne des Amériques et se qualifie pour la Coupe du monde.
Chez les hommes, l'Argentine a remporté le tournoi à trois reprises. Le Canada et Cuba ont tous deux remporté le tournoi une fois.
Les hôtes ainsi que les six équipes les mieux classées de l'édition précédente sont qualifiés directement pour le tournoi, ils sont rejoints par la meilleure équipe du Challenge d'Amérique masculin de hockey sur gazon ou les deux meilleures équipes si l'hôte est déjà qualifié.

## Résultats
| Édition | Lieu       | Champion  | Vice-champion | Troisième place   | Quatrième place   |
| ------- | ---------- | --------- | ------------- | ----------------- | ----------------- |
| 2000    | La Havane  | Cuba      | Canada        | Argentine         | Chili             |
| 2004    | London     | Argentine | Canada        | Chili             | Trinité-et-Tobago |
| 2009    | Santiago   | Canada    | États-Unis    | Argentine         | Chili             |
| 2013    | Brampton   | Argentine | Canada        | Trinité-et-Tobago | États-Unis        |
| 2017    | Lancaster  | Argentine | Canada        | États-Unis        | Trinité-et-Tobago |
| 2022    | Santiago   | Argentine | Chili         | Canada            | États-Unis        |
| 2025    | Montevideo | Argentine | États-Unis    | Canada            | Chili             |

### Performances des équipes nationales
| Équipe            | Champion                         | Vice-champion                | Troisième place | Quatrième place       |
| ----------------- | -------------------------------- | ---------------------------- | --------------- | --------------------- |
| Argentine         | 5 (2004, 2013, 2017, 2022, 2025) |                              | 2 (2000, 2009)  |                       |
| Canada            | 1 (2009)                         | 4 (2000, 2004*, 2013*, 2017) | 2 (2022, 2025)  |                       |
| Cuba              | 1 (2000*)                        |                              |                 |                       |
| États-Unis        |                                  | 2 (2009, 2025)               | 1 (2017*)       | 2 (2013, 2022)        |
| Chili             |                                  | 1 (2022*)                    | 1 (2004)        | 3 (2000, 2009*, 2025) |
| Trinité-et-Tobago |                                  |                              | 1 (2013)        | 2 (2004, 2017)        |

* = pays hôte

### Équipes apparues
| Équipe                 | 2000 | 2004 | 2009 | 2013 | 2017 | 2022 | 2025 | Total  |
| ---------------------- | ---- | ---- | ---- | ---- | ---- | ---- | ---- | ------ |
| Antilles néerlandaises |      | 5e   |      |      |      |      |      | 1      |
| Argentine              | 3e   | 1er  | 3e   | 1er  | 1er  | 1er  | 1er  | 7      |
| Barbade                | 9e   |      |      |      |      |      |      | 1      |
| Brésil                 |      | 10e  | 7e   | 7e   | 5e   | 6e   | 6e   | 6      |
| Canada                 | 2e   | 2e   | 1er  | 2e   | 2e   | 3e   | 3e   | 7      |
| Chili                  | 4e   | 3e   | 4e   | 5e   | 6e   | 2e   | 4e   | 7      |
| Cuba                   | 1er  |      |      |      |      |      |      | 1      |
| États-Unis             | 5e   | 7e   | 2e   | 4e   | 3e   | 4e   | 2e   | 7      |
| Jamaïque               | 11e  |      |      |      |      |      |      | 1      |
| Mexique                | 7e   | 6e   | 6e   | 6e   | 7e   | 5e   | 5e   | 7      |
| Porto Rico             | 6e   | 8e   |      |      |      |      |      | 2      |
| Pérou                  | 8e   |      |      |      |      |      |      | 1      |
| Trinité-et-Tobago      |      | 4e   | 5e   | 3e   | 4e   | 7e   | 8e   | 6      |
| Uruguay                |      | 9e   | 8e   | 8e   |      |      | 7e   | 4      |
| Venezuela              | 10e  | 11e  |      |      | 8e   |      |      | 3      |
| Total                  | 11   | 11   | 8    | 8    | 8    | 7    | 8    | Source |